# Timeless (serie televisiva)
Timeless è una serie televisiva statunitense di fantascienza sui viaggi nel tempo di genere drammatico trasmessa dal 3 ottobre 2016 dall'emittente NBC. Segue le avventure della professoressa di storia Lucy Preston (Abigail Spencer), dello scienziato Rufus Carlin (Malcolm Barrett) e del soldato Wyatt Logan (Matt Lanter), che cercano di impedire a Garcia Flynn (Goran Višnjić) di cambiare il corso della storia americana attraverso i viaggi nel tempo. La serie è stata creata da Shawn Ryan ed Eric Kripke e interpretata anche da Paterson Joseph e Sakina Jaffrey.
La NBC cancellò la serie dopo una stagione il 10 maggio 2017. Tre giorni dopo, in seguito alle negoziazioni con la Sony Pictures Television, la NBC ha rinnovato la serie per una seconda stagione di dieci episodi, trasmessa dall'11 marzo 2018.
Il 31 luglio 2018, la NBC ha annunciato di aver ordinato un film conclusivo per terminare correttamente la serie, in onda il 20 dicembre 2018.

## Trama
Quando una macchina del tempo viene rubata, una professoressa di storia, Lucy Preston, un soldato, Wyatt Logan, e un ingegnere, Rufus Carlin, vengono assunti per catturare il colpevole, il misterioso criminale Garcia Flynn, solo per scoprire che sta pianificando di riscrivere la storia americana e che ognuno di loro ha una connessione con il suo piano, così come la misteriosa organizzazione che ha finanziato lo sviluppo della macchina del tempo e ha ucciso la famiglia di Flynn. Durante le loro missioni incontrano vari personaggi della storia tra cui Abraham Lincoln, Wernher von Braun, Bonnie e Clyde, Jesse James e altri.

## Episodi
| Stagione         | Episodi | Prima TV USA | Prima TV Italia |
| ---------------- | ------- | ------------ | --------------- |
| Prima stagione   | 16      | 2016-2017    | 2016-2017       |
| Seconda stagione | 10      | 2018         | 2018            |
| Film TV          | Film TV | 2018         | 2019            |

## Personaggi e interpreti

### Personaggi principali
- Lucy Preston (stagioni 1-2), interpretata da Abigail Spencer, doppiata da Valentina Mari. Una professoressa di storia che si sforza di seguire le orme della madre e di ritrovare sua sorella.
- Sergente capo Wyatt Logan (stagioni 1-2), interpretato da Matt Lanter, doppiato da Gabriele Lopez. Un soldato, Delta Force, che cerca di superare la morte di sua moglie Jessica (uccisa alcuni anni prima delle vicende narrate nella serie).
- Rufus Carlin (stagioni 1-2), interpretato da Malcolm Barrett, doppiato da Paolo Vivio. Un programmatore assegnato a pilotare il prototipo della macchina per i viaggi nel tempo.
- Denise Christopher (stagioni 1-2), interpretata da Sakina Jaffrey, doppiata da Tiziana Avarista. Un'agente speciale del Dipartimento della Sicurezza Interna degli Stati Uniti d'America a capo della missione per il recupero della macchina del tempo.
- Connor Mason (stagioni 1-2), interpretato da Paterson Joseph, doppiato da Simone Mori. Proprietario della Mason Industries, ideatore della macchina del tempo.
- Jiya Marri (stagioni 1-2), interpretata da Claudia Doumit, doppiata da Isabella Benassi. Una giovane programmatrice alla Mason Industries.
- Garcia Flynn (stagioni 1-2), interpretato da Goran Višnjić, doppiato da Stefano Benassi. Un ex agente della NSA che i tre protagonisti dovranno inseguire quando ruba la "Nave madre" per fermare Rittenhouse.

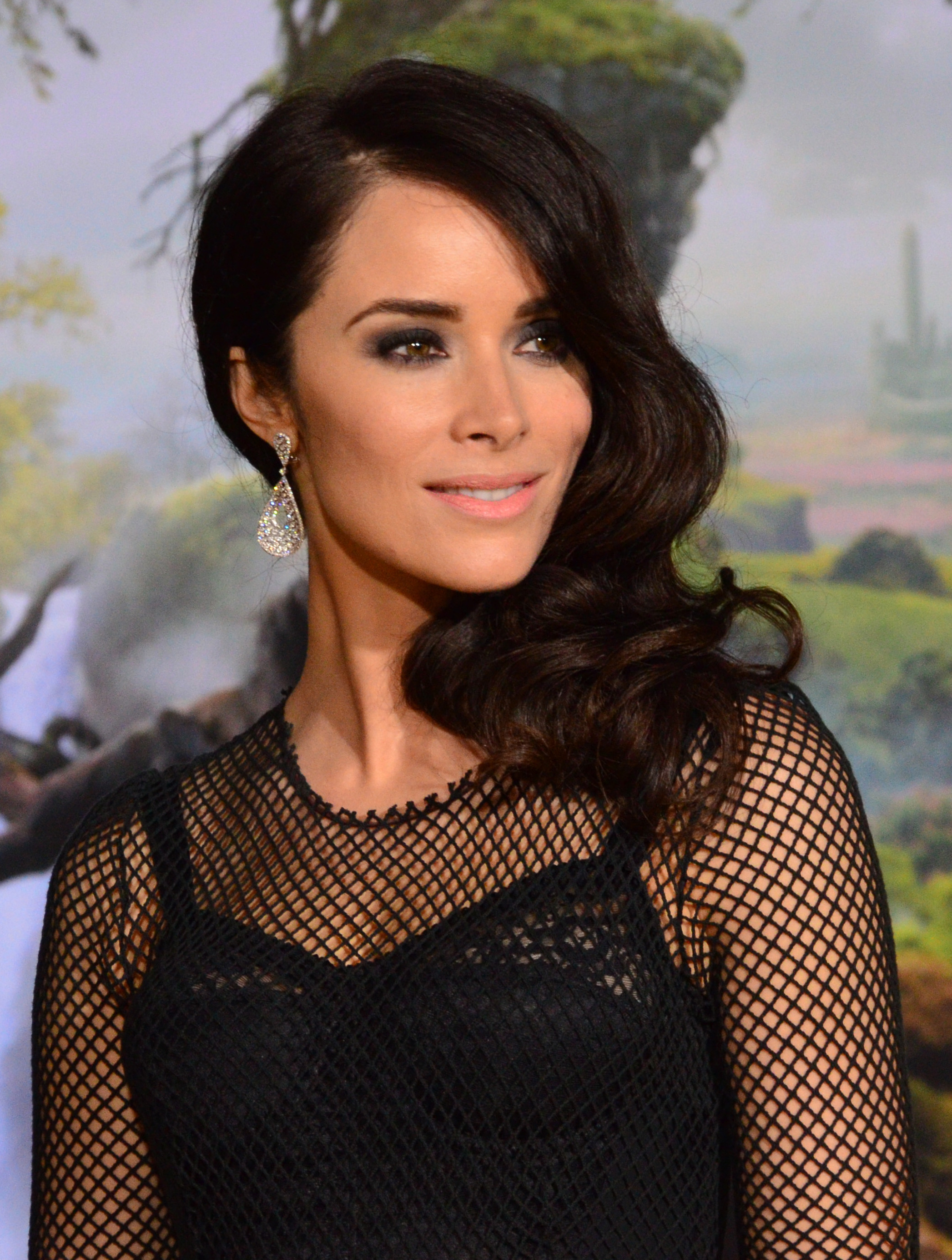
Abigail Spencer interpreta Lucy Preston
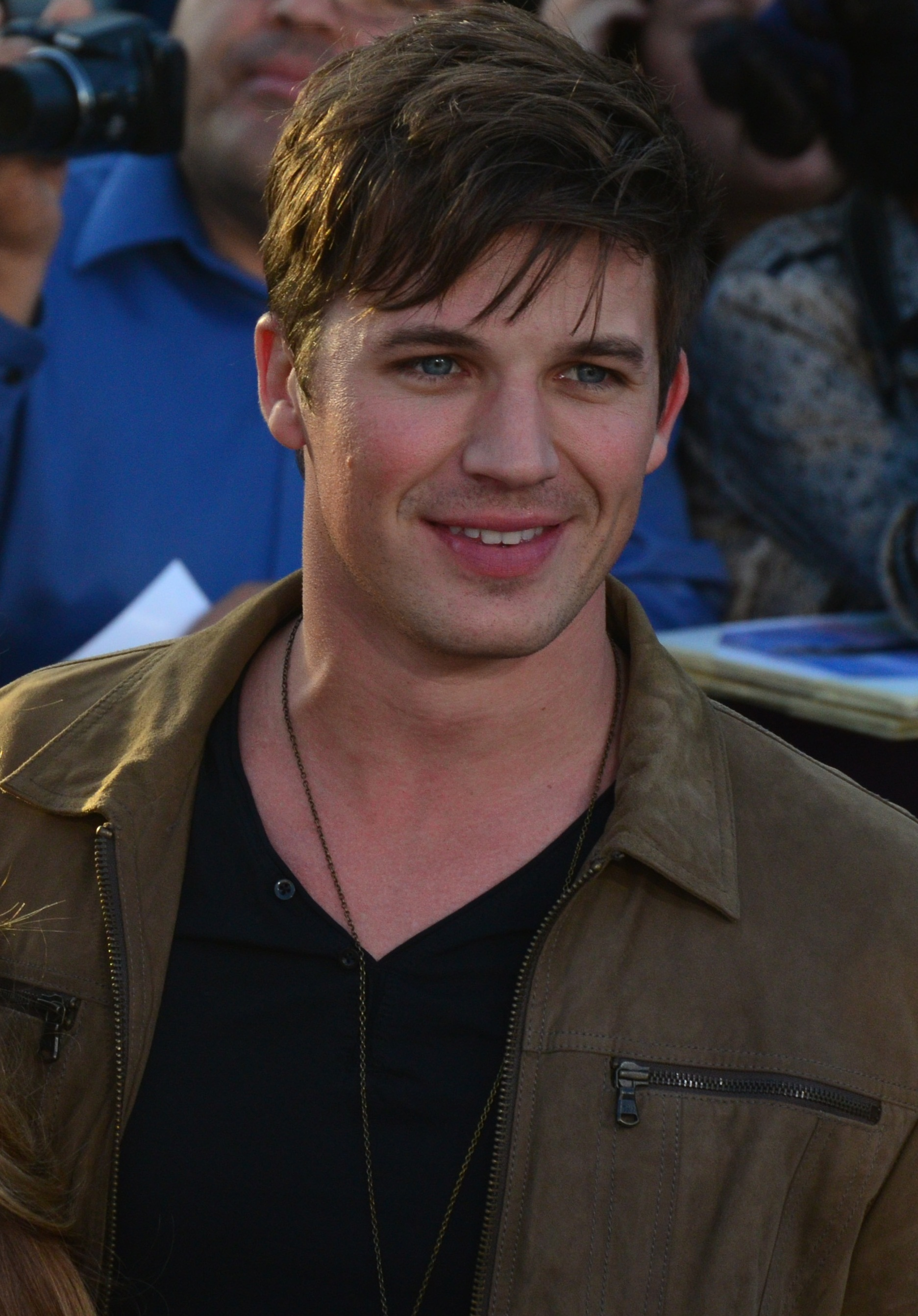
Matt Lanter interpreta Wyatt Logan
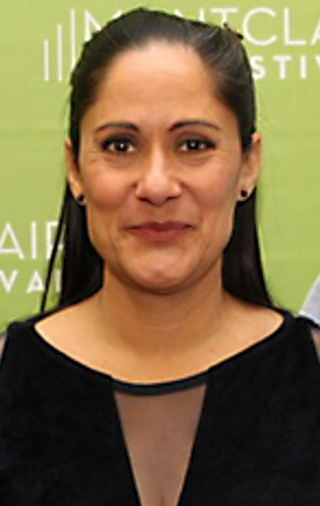
Sakina Jaffrey interpreta Denise Christopher
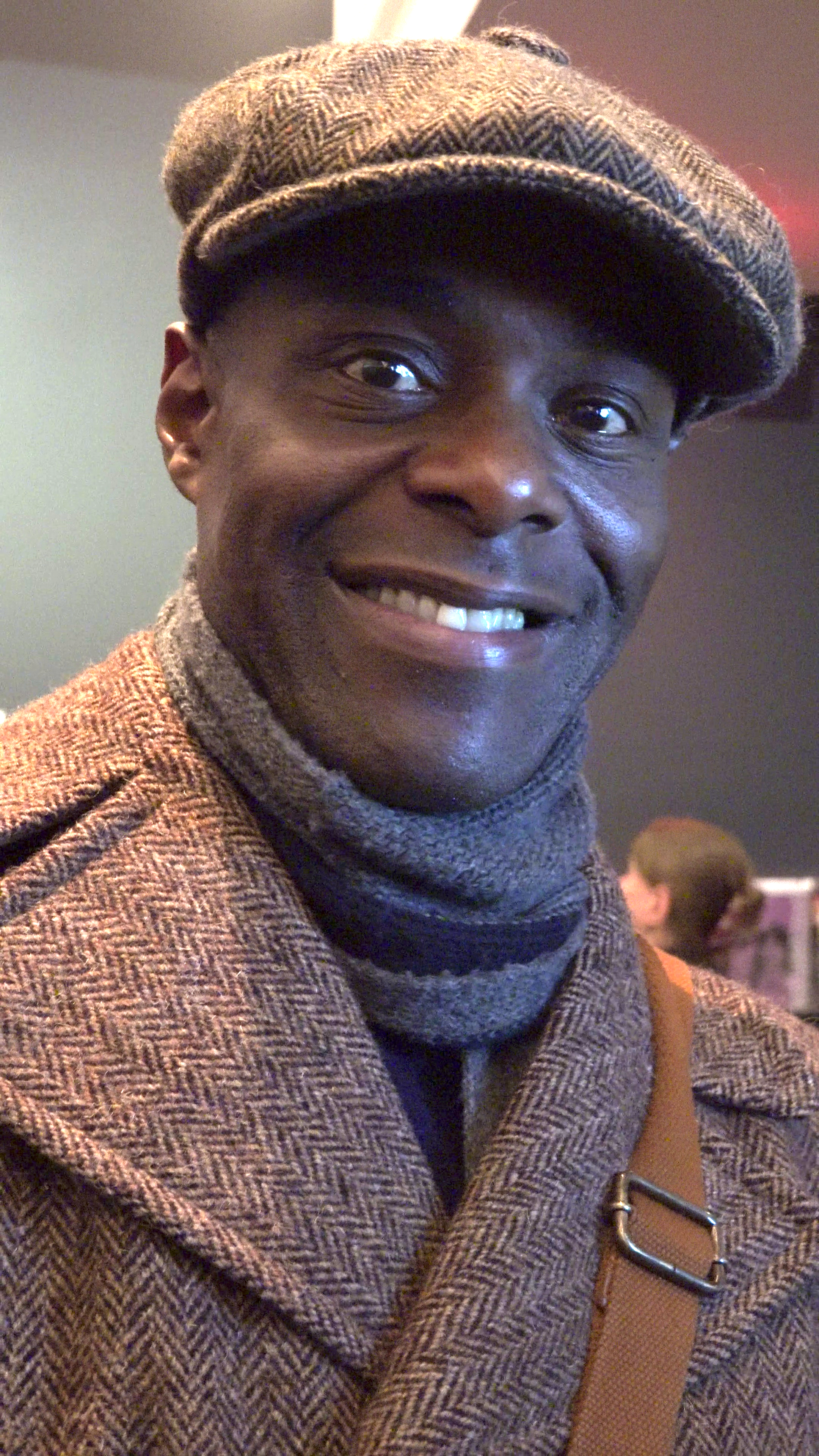
Paterson Joseph interpreta Connor Mason
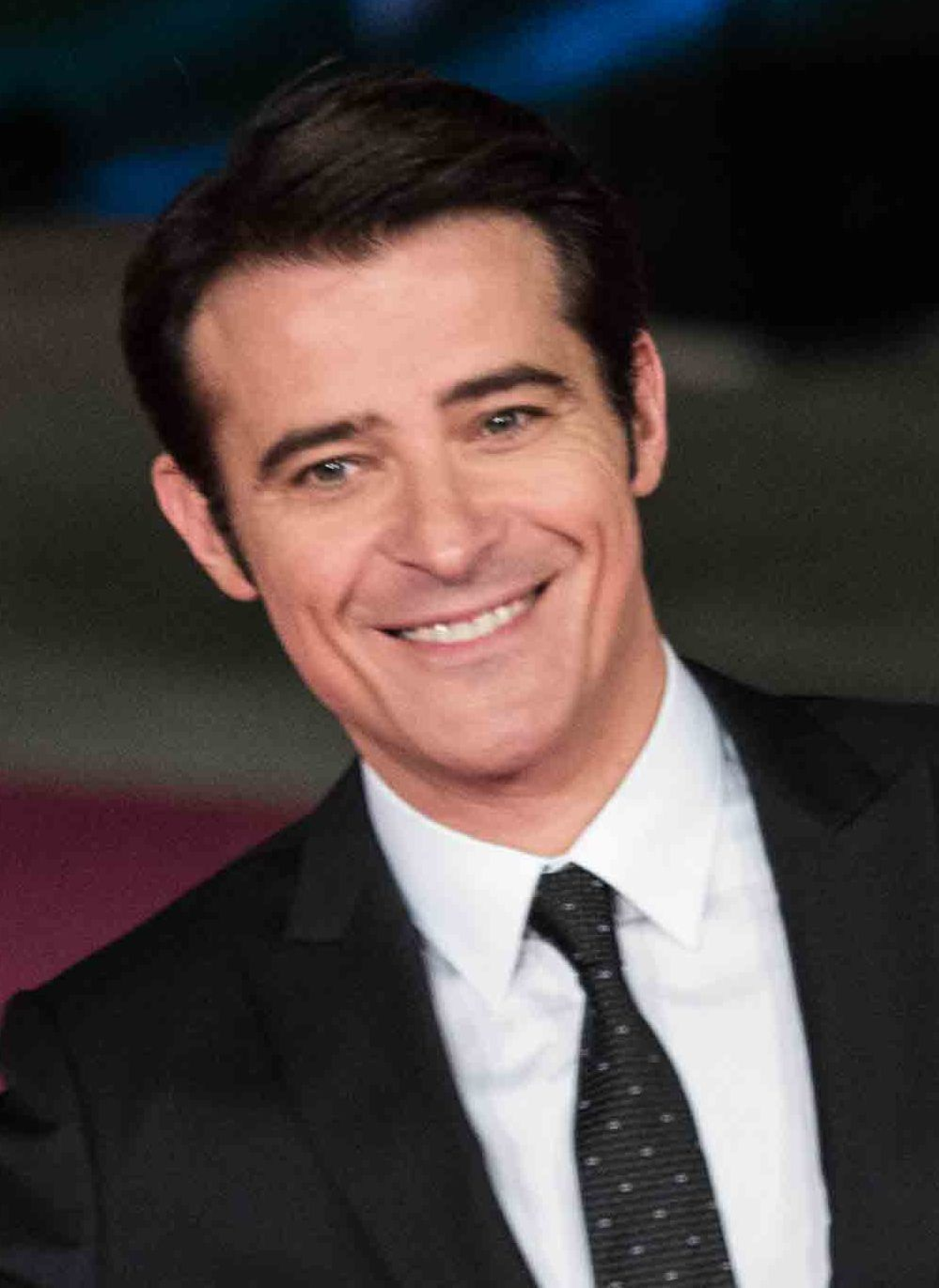
Goran Višnjić interpreta Garcia Flynn

### Personaggi ricorrenti
- Anthony Bruhl (stagione 1), interpretato da Matt Frewer, doppiato da Oliviero Dinelli. Amministratore delegato del progetto "Viaggio nel tempo" presso la Mason Industries.
- Carolyn "Carol" Preston (stagione 1-2), interpretata da Susanna Thompson, doppiata da Cristina Boraschi. Madre di Lucy.
- Benjamin Cahill (stagione 1), interpretato da John Getz, doppiato da Luciano Roffi. Membro di Rittenhouse e padre biologico di Lucy.
- Karl (stagione 1), interpretato da Chad Rook. Scagnozzo di Flynn.
- Emma Withmore (stagione 1-2), interpretata da Annie Wersching. Ex dipendente della Mason Industries e appartenente a Rittenhouse.
- Amy Preston (stagione 1), interpretata da Bailey Noble. Sorella di Lucy.
- Nicholas Keynes interpretato da Michael Rady (stagione 2). Capo di Rittenhouse dal 1918.
- Jessica Logan interpretata da Tonya Glanz (stagione 2). Moglie di Wyatt.

## Produzione

### Sviluppo
Inizialmente intitolata Time, la serie è prodotta da Davis Entertainment, Kripke Enterprises, MiddKid Productions in associazione con Sony Pictures Television. Neil Marshall ha diretto l'episodio pilota, oltre a essere produttore esecutivo assieme a Shawn Ryan, Eric Kripke, John Davis, John Fox e Marney Hochman. Il 13 maggio 2016 l'emittente NBC ha ordinato ufficialmente la serie.

### Informazioni sulla serie
Sony Pictures Entertainment e NBCUniversal vennero denunciati da Onza Entertainment per violazione del contratto e del copyright, sostenendo che essa si basava sulla serie televisiva spagnola "El ministerio del tiempo", la quale segue le vicende di una squadra di tre persone composta da due uomini e una donna che viaggiano nel passato per preservare gli eventi che si sussegueranno in futuro. Entrambi hanno risposto alle accuse il 23 novembre del 2016, ritenendo che molti spettacoli sui viaggi nel tempo sono un genere televisivo ben consolidato e che le somiglianze fra le due serie sono basate sulla nozione che in entrambi i casi viaggeranno nel passato per effettuare cambiamenti per il loro presente. La richiesta per ritirare l'accusa, è stata rifiutata da Sony il 15 febbraio del 2017.

### Cancellazione e sospensione
Il 10 maggio 2017, NBC ha cancellato ufficialmente la serie dopo una sola stagione prodotta. Tuttavia il 13 maggio 2017, in seguito a nuove discussioni con Sony Pictures Television, la serie è stata rinnovata per una seconda stagione di 10 episodi che ha esordito l'11 marzo 2018.
Il 22 giugno 2018, NBC ha annunciato la cancellazione della serie, sebbene la produzione di un possibile film per concludere la serie sia stata discussa. Il 30 luglio 2018 la NBC ha ordinato la produzione di un film di due ore per concludere la serie, andato in onda il 20 dicembre 2018.

## Accoglienza
La prima stagione ha ricevuto recensioni per la maggior parte positive dai vari critici. Il sito che tratta recensioni di serie televisive e film, Rotten Tomatoes, fin dal inizio assegna un punteggio di 6,39 su 10 basandosi su 40 critici. Lo stesso sito riporta inoltre che: "Timeless è una divertente serie d'azione con una premura che vale la pena guardare". Per quanto riguarda la seconda stagione è andata più che bene, ricevendo una valutazione di 8,43 su 10 basandosi su 14 critici. Anche Metacritic, ha dato alla prima stagione un punteggio di 65 su 100, basandosi su 29 recensioni di critici, che riportavano generalmente recensioni positive. Infine una valutazione media di 8,83/10 è stata rilasciata da Rotten Tomatoes, basandosi su una lettura critica "Un addio azzeccato, Timeless ti avvolge in un finale simpatico e festoso che soddisfa un certo numero di fan".